# Село Врањани, борци пали у ратовима од 1912. до 1918. године
Списак бораца из села Врањани, Општина Пожега, погинулих и умрлих у Балканским и Првом светском рату преузет је из књиге „Пожега и околина”, објављене 1978. године.
Подаци за подручје Пожеге прикупљани су у периоду 1976–1977. године преко матичних књига умрлих, спомен-плоча, крајпуташа, као и разговора са преживелим борцима и појединим грађанима који су по сећању могли да дају податке, уз напомену да спискови могуће да нису потпуни, због временске дистанце и недостатка поузданих извора.

## Списак
1. Бонџулић Ђуро
2. Грујичић Андрија, наредник
3. Грујичић Миленко
4. Грујичић Љубомир
5. Ћокић Милоје
6. Заковић Никодин
7. Јеремић Благоје
8. Јеремић Радоје
9. Јеремић Милутин
10. Јеремић Богољуб
11. Ковачевић Раде, капетан I класе
12. Ковачевић Рајко
13. Краљевић Иво
14. Краљевић Милан
15. Лазаревић Јовиша
16. Лазаревић Јевто
17. Лазаревић Драгољуб
18. Лазаревић Лазар
19. Лучић Марко
20. Лучић Бранко
21. Лучић Миливоје
22. Лучић Милован
23. Марић Митар
24. Марковић Светко
25. Мијаиловић Војимир
26. Мијаиловић Влајко
27. Мијаиловић Милан
28. Миковић Вељко
29. Миковић Миленко
30. Миковић Вићо
31. Миковић Марко
32. Миловић Михаило
33. Милосављевић Љубомир
34. Милосављевић Константин
35. Петронијевић Тодосије
36. Петронијевић Недељко
37. Рађеновић Милош
38. Рађеновић Чедомир
39. Рађеновић Р. Станоје
40. Радојевић Тикомир
41. Радојевић Љубо
42. Симовић Симо
43. Симовић Арсеније
44. Спасојевић Станимир
45. Спасојевић Ивко
46. Сукић Јово
47. Сукић Милан
48. Симовић Матије
49. Танасијевић Недељко
50. Црнчевић Тикомир
51. Црнчевић Милан[1]